# Гудвелл (Оклахома)
Гудвелл (англ. Goodwell) — містечко (англ. town) в США, в окрузі Техас штату Оклахома. Населення — 951 особа (2020).

## Географія
Гудвелл розташований за координатами 36°35′40″ пн. ш. 101°37′57″ зх. д. / 36.59444° пн. ш. 101.63250° зх. д. (36.594318, -101.632615).  За даними Бюро перепису населення США в 2010 році місто мало площу 3,06 км², уся площа — суходіл.

### Клімат
| Клімат : Гудвелл      | Клімат : Гудвелл | Клімат : Гудвелл | Клімат : Гудвелл | Клімат : Гудвелл | Клімат : Гудвелл | Клімат : Гудвелл | Клімат : Гудвелл | Клімат : Гудвелл | Клімат : Гудвелл | Клімат : Гудвелл | Клімат : Гудвелл | Клімат : Гудвелл | Клімат : Гудвелл |
| Показник              | Січ.             | Лют.             | Бер.             | Квіт.            | Трав.            | Черв.            | Лип.             | Серп.            | Вер.             | Жовт.            | Лист.            | Груд.            | Рік              |
| Середній максимум, °C | 8,4              | 10,8             | 15,4             | 21,1             | 25,4             | 30,8             | 33,8             | 32,5             | 28,1             | 22,6             | 14,8             | 9,1              | 21,1             |
| Середній мінімум, °C  | −8,6             | −6,2             | −2,2             | 3,8              | 9,3              | 14,9             | 17,9             | 16,8             | 12,1             | 4,9              | −1,7             | −7,1             | 4,5              |
| Норма опадів, мм      | 8                | 10               | 23               | 30               | 79               | 69               | 64               | 56               | 43               | 25               | 18               | 8                | 429              |
| --------------------- | ---------------- | ---------------- | ---------------- | ---------------- | ---------------- | ---------------- | ---------------- | ---------------- | ---------------- | ---------------- | ---------------- | ---------------- | ---------------- |
| Джерело: weather.com  |                  |                  |                  |                  |                  |                  |                  |                  |                  |                  |                  |                  |                  |

## Демографія
Згідно з переписом 2010 року, у місті мешкали 1293 особи в 383 домогосподарствах у складі 194 родин. Густота населення становила 422 особи/км².  Було 447 помешкань (146/км²).
Расовий склад населення:
| - 79,2 % — білих - 8,2 % — чорних або афроамериканців - 2,2 % — корінних американців - 0,2 % — азіатів - 0,1 % — вихідців з тихоокеанських островів - 7,0 % — осіб інших рас |

До двох чи більше рас належало 3,1 %. Частка іспаномовних становила 17,5 % від усіх жителів.
За віковим діапазоном населення розподілялося таким чином: 14,5 % — особи молодші 18 років, 81,5 % — особи у віці 18—64 років, 4,0 % — особи у віці 65 років та старші. Медіана віку мешканця становила 22,0 року. На 100 осіб жіночої статі у місті припадало 132,6 чоловіків;  на 100 жінок у віці від 18 років та старших — 136,1 чоловіків також старших 18 років.
Середній дохід на одне домашнє господарство  становив 52 055 доларів США (медіана — 38 824), а середній дохід на одну сім'ю — 69 112 долари (медіана — 51 397). Медіана доходів становила 35 357 доларів для чоловіків та 26 174 долари для жінок. За межею бідності перебувало 26,8 % осіб, у тому числі 30,6 % дітей у віці до 18 років та 0,0 % осіб у віці 65 років та старших.
Цивільне працевлаштоване населення становило 705 осіб. Основні галузі зайнятості: освіта, охорона здоров'я та соціальна допомога — 34,2 %, роздрібна торгівля — 18,3 %, виробництво — 13,3 %.